# PUL-10

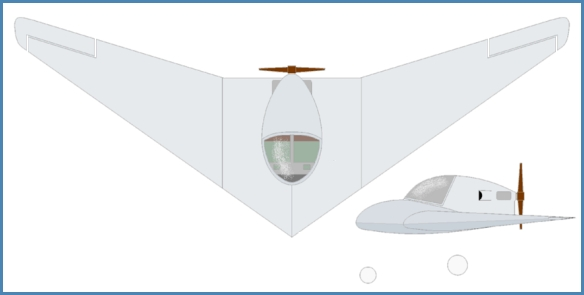
PUL-10

Die PUL-10 ist ein zweisitziges Nurflügel-Leichtflugzeug, das unter der Aufsicht von Flugzeugkonstrukteur Reimar Horten entwickelt wurde. Es wurde das letzte Modell des Entwicklers. Der Typ wurde von der Gesellschaft Nurflügel Flugzeugbau in drei Einzelexemplaren produziert. Erste Formteile wurden 1992 gefertigt.
Es gab insgesamt drei Entwicklungsstufen des Modells. Die Versionen II und III hatten im Vergleich zur Version I einen von 54 auf 81 PS gesteigerten Rotax-Motor eingebaut sowie ein einziehbares Fahrwerk. Mit jedem Modell wurde die Leermasse gesenkt und zugleich die Geschwindigkeit und Reichweite gesteigert.
Vorgänger ist die PUL-9 und Nachfolger ist die HX-2.

## Technische Daten
| Kenngröße              | Daten     |
| ---------------------- | --------- |
| Besatzung              | 1         |
| Passagier              | 1         |
| Länge                  | 3,96 m    |
| Höhe                   | 1,43 m    |
| Spannweite             | 10,00 m   |
| Flügelfläche           | 15,42 m²  |
| Flügelstreckung        | 6,5       |
| Leermasse              | 369 kg    |
| Höchstgeschwindigkeit  | 240 km/h  |
| Mindestgeschwindigkeit | 70 km/h   |
| Steigrate              | ca. 5 m/s |
| Gipfelhöhe             | 4000 m    |
| Reichweite             | 1200 km   |